# (18123) Pavan
(18123) Pavan est un astéroïde de la ceinture principale.

## Description
(18123) Pavan est un astéroïde de la ceinture principale. Il fut découvert le 4 juillet 2000 à la station Anderson Mesa par le programme LONEOS. Il présente une orbite caractérisée par un demi-grand axe de 2,96 UA, une excentricité de 0,08 et une inclinaison de 1,3° par rapport à l'écliptique.

## Compléments